# Joannes Wachtendonck

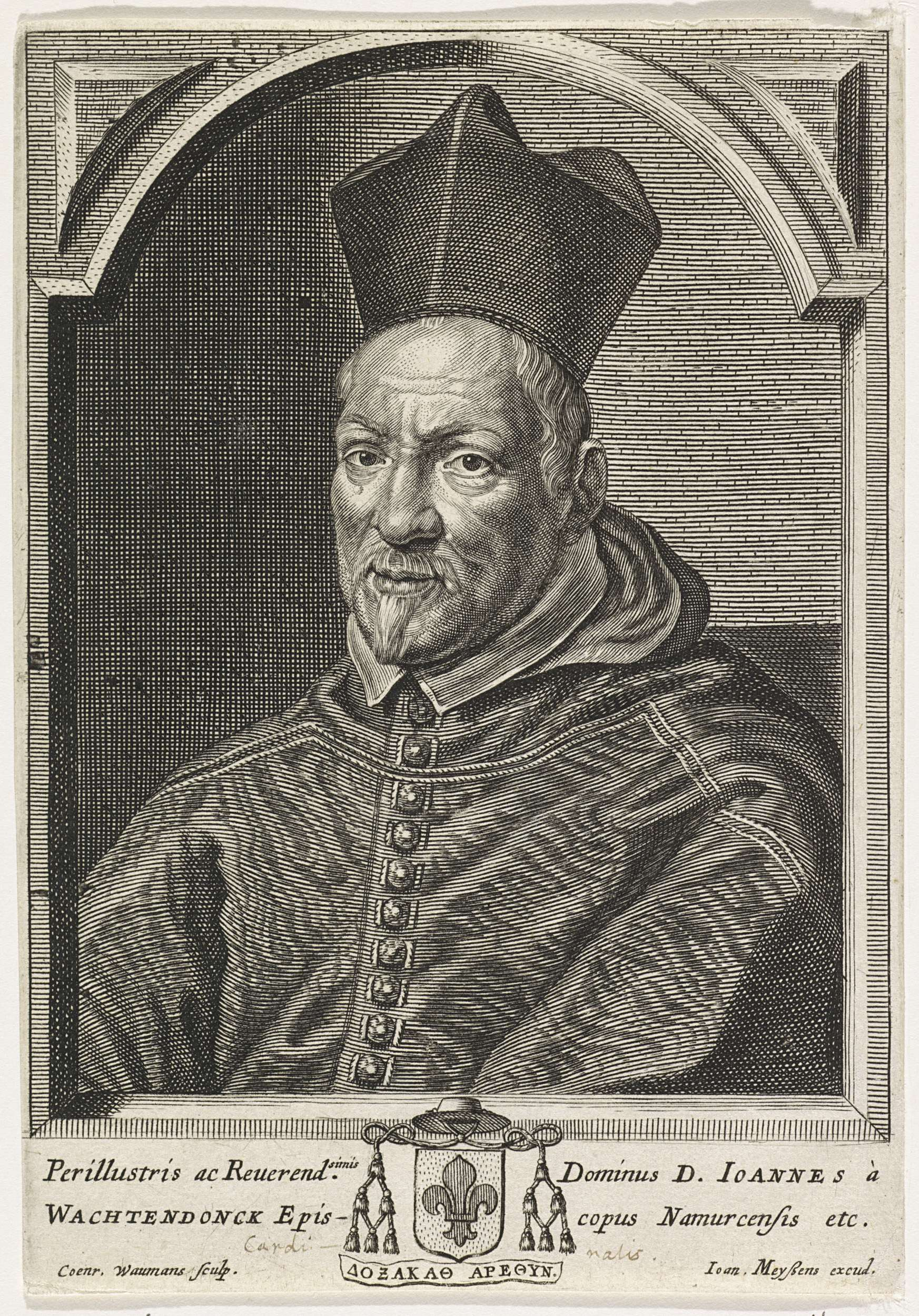
Joannes Wachtendonck

Joannes Wachtendonck (auch Jean de Wachtendonck; * Februar 1592 in Mechelen; † 23. Juni 1668 in Brüssel) war ein römisch-katholischer Theologe und Erzbischof.

## Leben
Wachtendonk studierte an der Universität Löwen und erlangte dort 1616 das Lizentiat der Theologie. Er wurde Schulleiter des Seminars in Mechelen, zudem Kanoniker an der Kathedrale von Mechelen und kirchlicher Rat am Großen Rat von Mechelen. Es folgte dort die Ernennung zum Kapitelsdekan und Generalvikar sowie zum kirchlichen Rat im Brüsseler Staatsrat.
Bereits 1651 auserwählt, wurde Wachtendonck erst am 2. Oktober 1654 zum Bischof von Namur ernannt, da er im Verdacht stand dem Jansenismus anzuhängen. Seine Bischofsweihe erfolgte am 13. Oktober desselben Jahres. In Namur gründete er ein Priesterseminar und vollzog den Klerus betreffende Reformen.
Am 2. Juni 1667 wurde Wachtendonck als Erzbischof von Mechelen auserwählt, am 12. März 1668 als solcher bestätigt. Allerdings erreichte er seinen Bischofssitz nicht mehr. Er starb auf dem Weg dorthin bereits in Brüssel.
Die Seligsprechung der Märtyrer von Gorkum, die am 9. Juli 1572 in Brielle gehängt wurden, soll auf einen fürsprechenden Bericht Wachtendoncks bei Papst Alexander VII. zurückgegangen sein.

## Publikationen
- Oratio funebris Isabellae Clarae Eugeniae Hispaniarum infantis, Jean Pepermans, Brüssel 1634.
- Vita, passio, et miracula S. Rumoldi archiepiscopi Dublinensis, Apostoli Mechliniensis & martyris, Henry Jaye, Mechelen 1638 (über Rumold von Mecheln);
niederländisch: Het leven 't lyden ende mirakelen van den H. Rombout, übersetzt von Franchoys van den Bossche, Henry Jaye, Mechelen 1639.